# Martin Heuwold
Martin Heuwold aka Megx (* 1976 in Wuppertal) ist ein deutscher Graffiti- und Streetart-Künstler.

## Leben
Martin Heuwold begann 1989 mit tags (Schriftzeichen), sich im öffentlichen Raum auf Bussen und Bahnen in Wuppertal bemerkbar zu machen. Ein Jahr später entstand sein erstes Graffiti. Passend dazu absolvierte er eine Maler- und Lackiererlehre. Anfänglich nur in der illegalen Sprayer-Szene aktiv, arbeitet Megx, nach einer Verurteilung 1993, nur noch legal.
Nachts sprühte er illegal großflächige Kunstwerke an Bahn- und Schwebebahnzüge. In Wuppertal existieren über hundert Graffiti von ihm. Außer in seiner Heimatstadt wirkte er unter anderem in New York, Moskau, Wien und Köln.
Internationale Beachtung fand er im Jahre 2011, als er eine Brücke über der Schwesterstraße in seiner Heimatstadt Wuppertal mit der Unterstützung der Stadt sowie verschiedener Sponsoren in der Gestalt von Lego-Steinen neu anstrich. 2012 wurde das Projekt mit dem Deutschen Fassadenpreis ausgezeichnet.
Der Künstler lebt mit seiner Familie in Wuppertal.

## Ausstellungen
- 2003: 1. Platz beim Graffiti Wettbewerb Mönchengladbach
- 2006: Einzelausstellung im Köhlerliesel in Wuppertal
- 2006: Einzelausstellung in der Galerie Blickfang in Wuppertal
- 2006: Gemeinschaftsausstellung, Real-Jam in Köln
- 2007: Gemeinschaftsausstellung, „Konstantin Kunst & Provokation“ in Trier
- 2008: Gemeinschaftsausstellung, Kunst-Cluster Wuppertal Fabrik Elba
- 2009: Gemeinschaftsausstellung, Kunst-Cluster Wuppertal Fabrik Elba
- 2009: WOGA, Wuppertaler offene Galerien und Ateliers, Live-Act am Atelier Scheffelstraße

## Bildergalerie

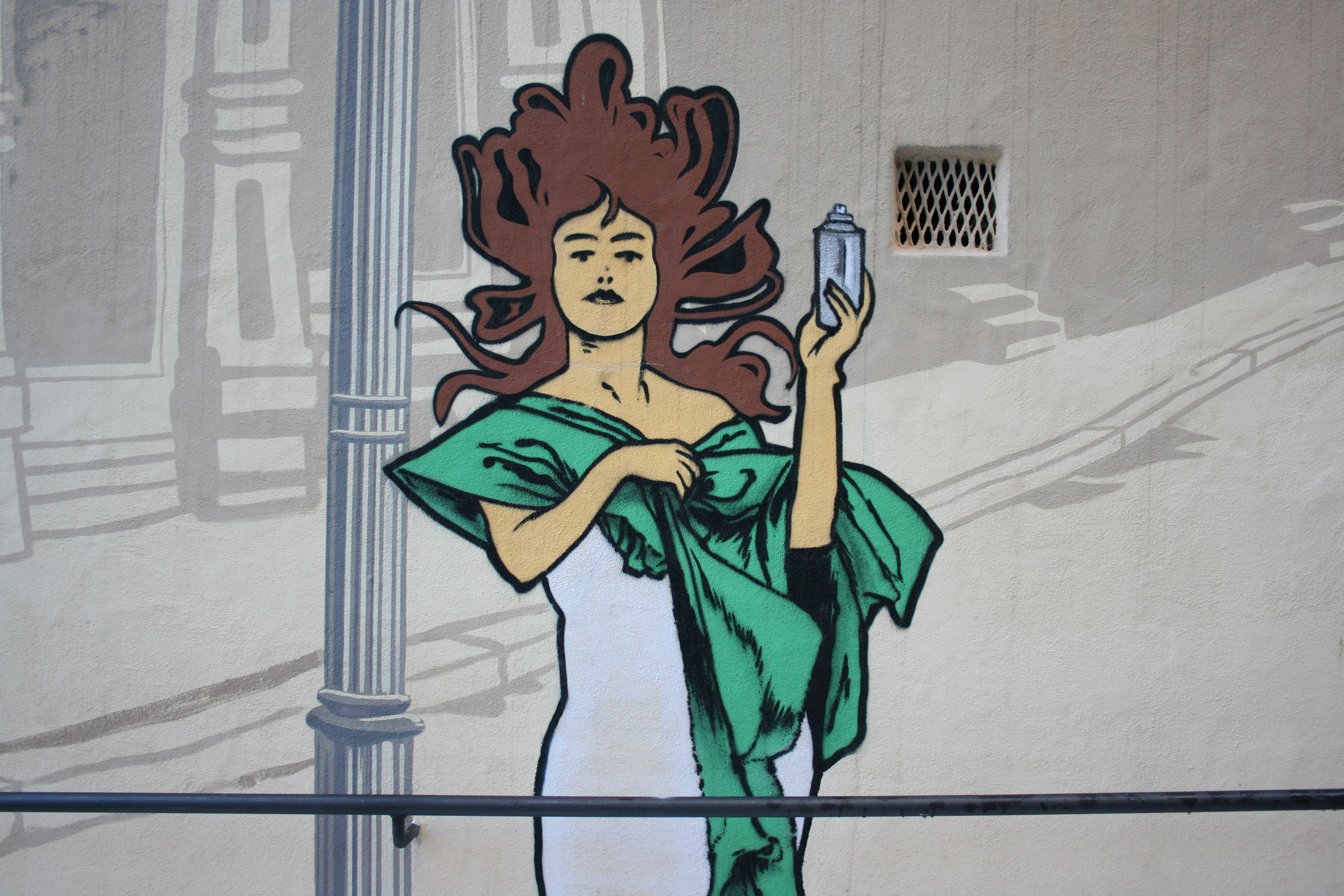
Hamburger Treppe 2009 (Wuppertal)
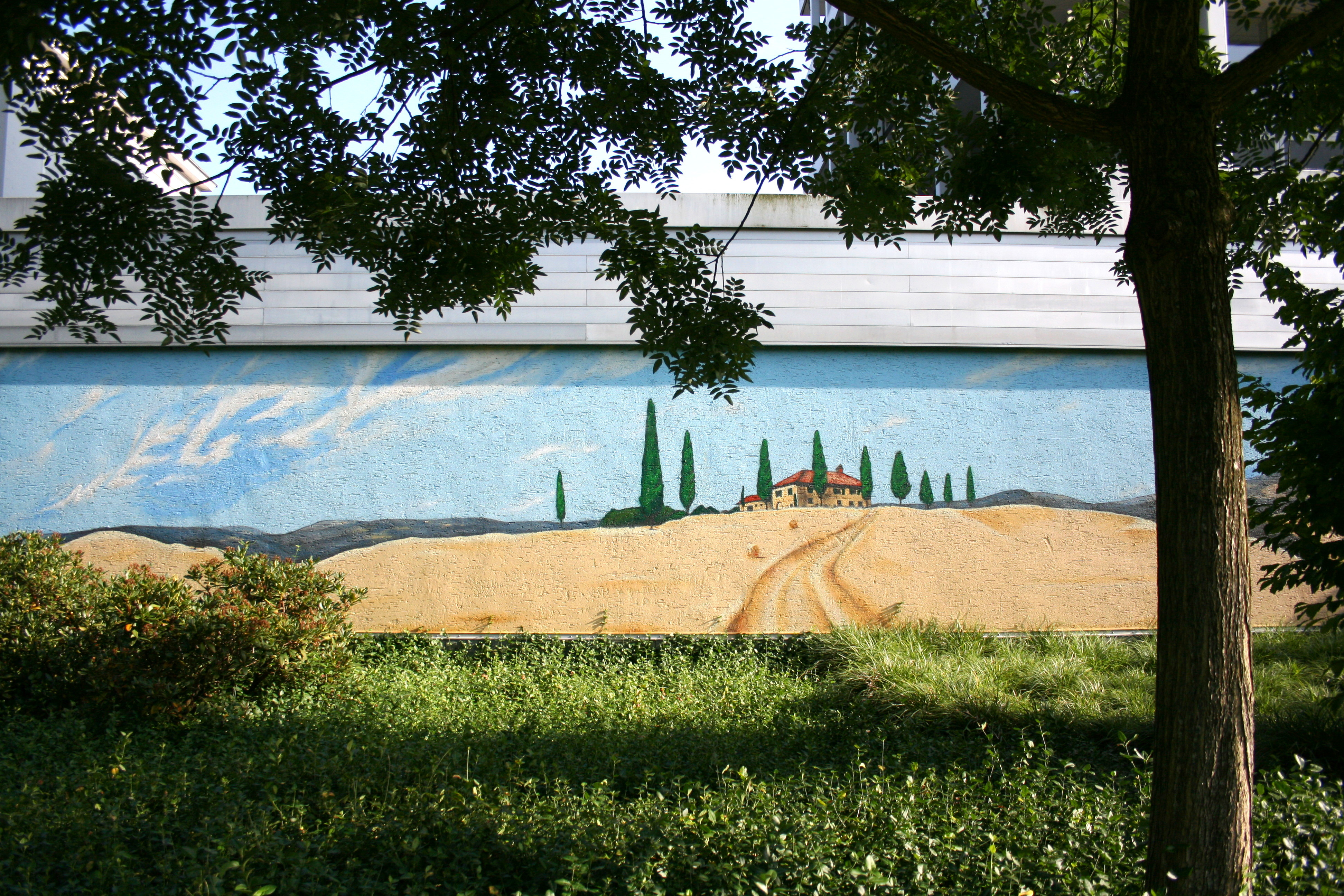
Deweerth’scher Garten 2005 (Wuppertal)
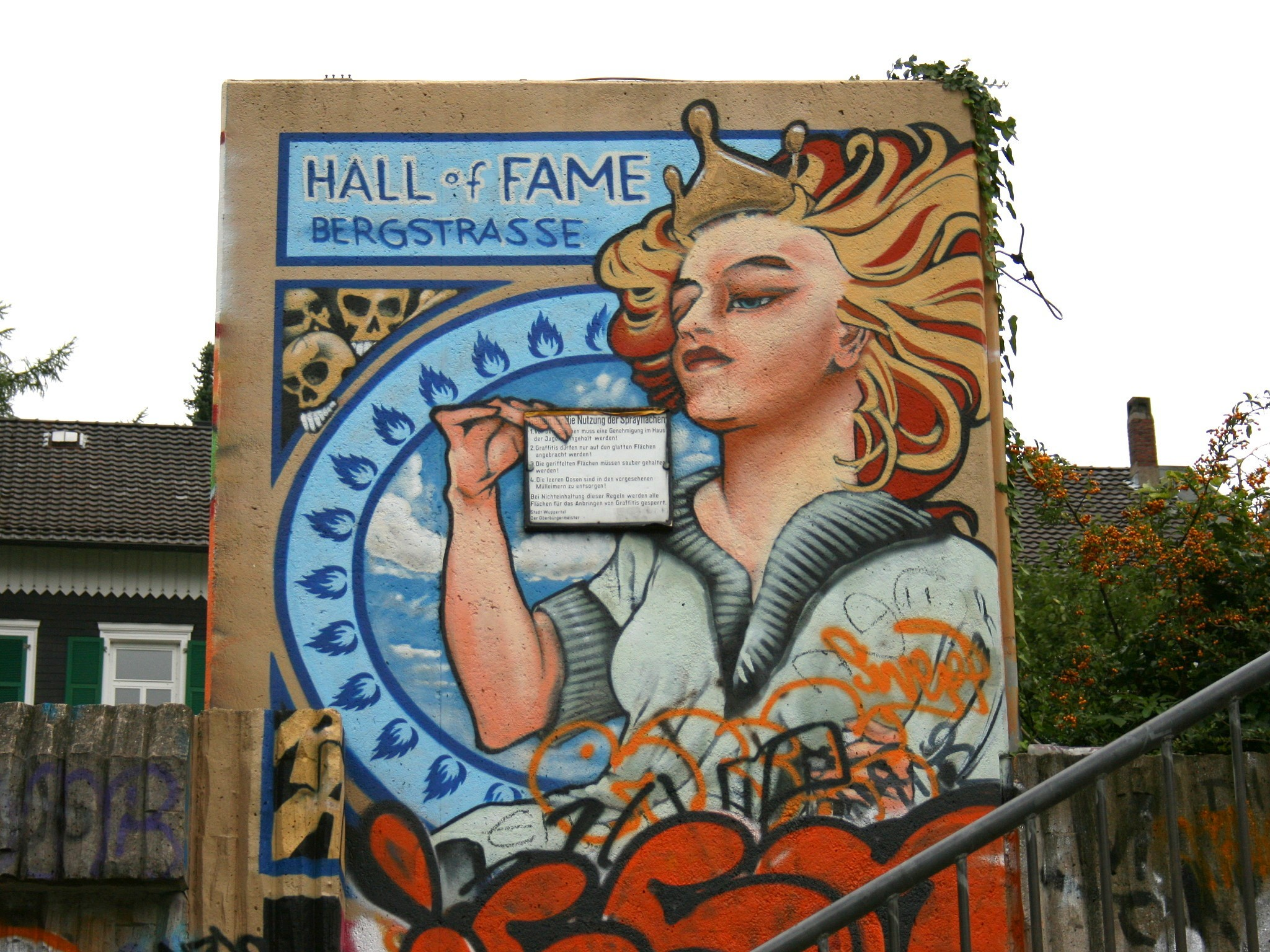
Bergstraße 2006 (Wuppertal)
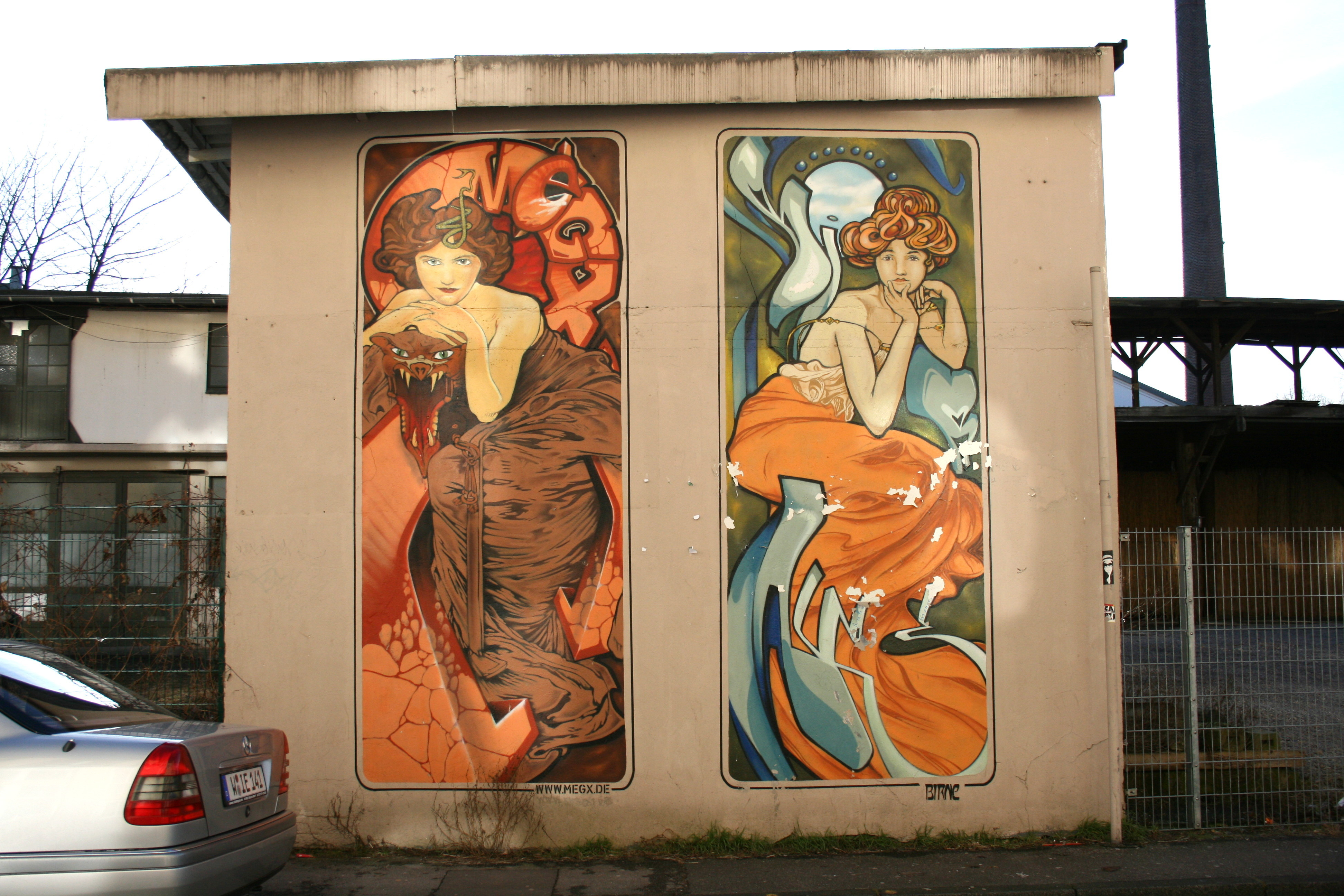
Auf der Bleiche, Megx und Birne 2005 (Wuppertal)
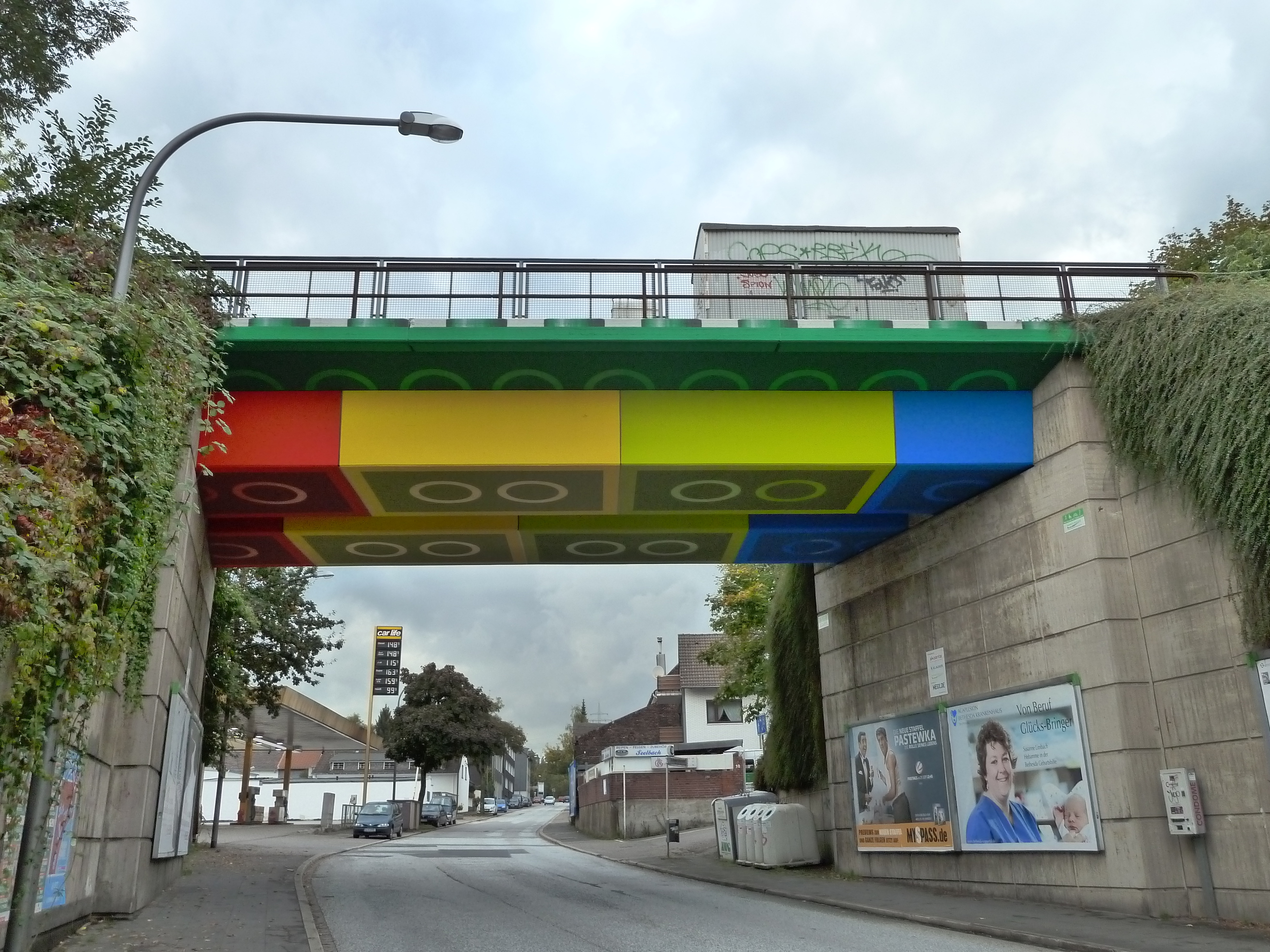
Schwesterstraße 2011 (Wuppertal)
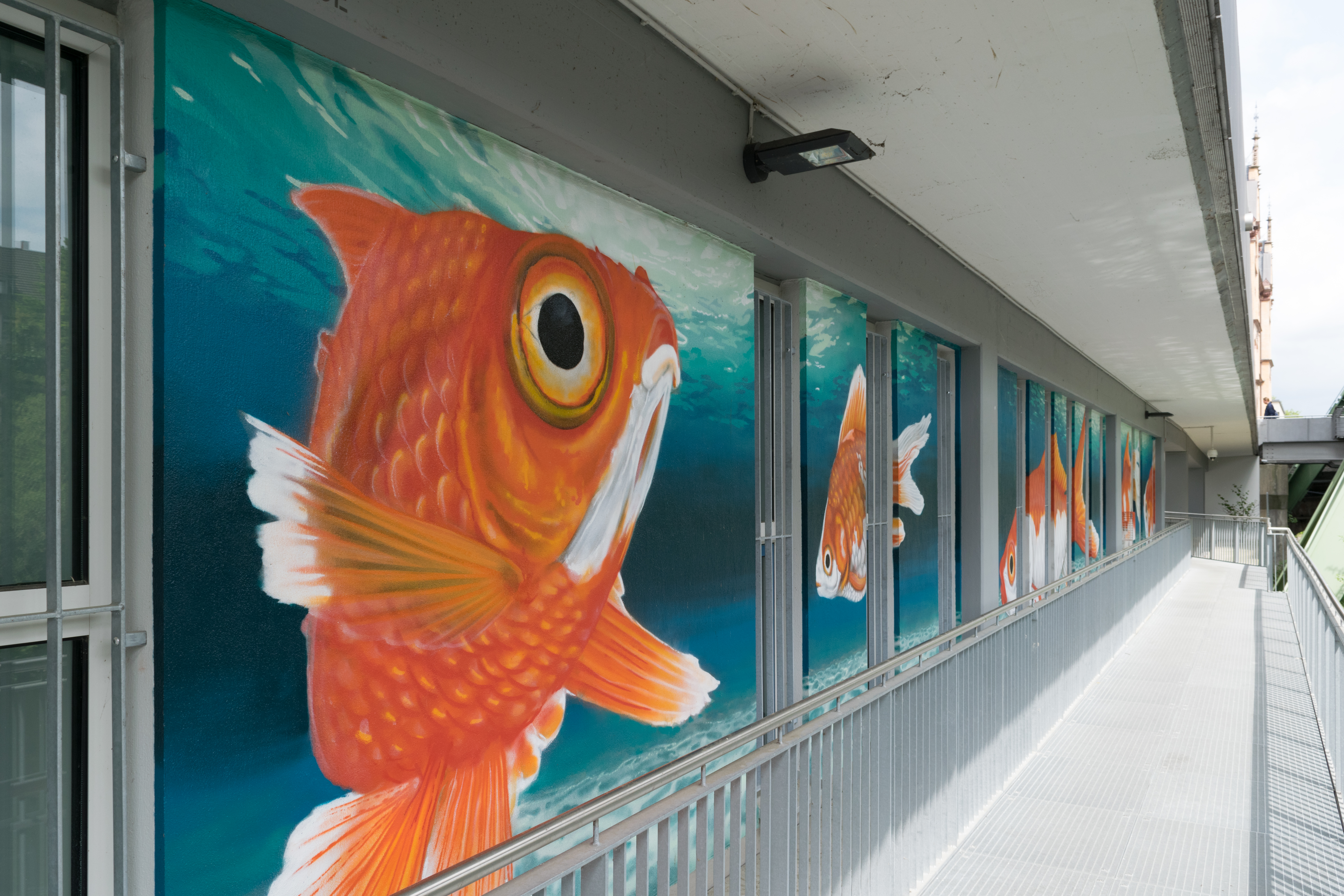
Wupperweg (Wuppertal)